# Ruska križarka Maršal Ustinov
Ruska križarka Maršal Ustinov (rusko Маршал Устинов) je raketna križarka razreda Atlant Ruske vojne mornarice. Ladja je poimenovana po Dmitriju Fjodoroviču Ustinovu, bivšem sovjetskem ministru za obrambo. Maršal Ustinov je del 43. divizije raketnih ladij Severne flote, katere matično pristanišče je Severomorsk. Med letoma 2012 in 2016 je bila ladja modernizirana. V vojno mornarico se je vrnila leta 2017 in je bila od takrat večkrat poslana v Sredozemsko morje.

## Zgodovina
Gredelj Maršala Ustinova je bil položen v ladjedelnici 61 Kommunara, Mikolajiv 5. oktobra 1978 kot druge križarke razreda Atlant s prvotnim imenom Admiral Flota Lobov. Križarka je bila splavljena 25. februarja 1982 in predana Severni floti z novim imenom Maršal Ustinov 15. septembra 1986. Marca 1987 je Maršal Ustinov začel z operacijami pri vojni mornarici. Križarka je med svojo službo zamenjala štiri številke: 118 (1986), 088 (1987), 070 (1990) in 055 (1993). Je del 43. divizije raketnih ladij v Severomorsku.
Med decembrom 1987 in junijem 1988 je opravljal naloge vojaške službe v Sredozemskem morju.
Med 21. septembrom in 22. oktobrom 2004 je bil Maršal Ustinov pod poveljstvom kapitana 1. stopnje Sergeja Jurjeviča Žuge skupaj z letalonosilko Admiral Kuznjecov, težko jedrsko raketno križarko Pjotr Veliki, rušilcema Admiral Čabanenko in Admiral Ušakov ter več podpornimi ladjami na mornariških vajah v Severnem morju. Med julijem 2011 in decembrom 2016 je bila križarka na večjem remontu in modernizaciji v ladjedelnici Zvjozdočka v Severodvinsku, v času katerega je izstrelke P-500 Bazalt zamenjala za P-1000 Vulkan.
 Poleg tega je bil glavni zračni iskalni radar MR-800 Voshod zamenjan za radar MR-650 Podberezjovik-ET2, glavni površinski iskalni radar MR-700 Fregat je bil zamenjan za MR-710 Fregat-M2M, vse analogne elektronske naprave pa so bile zamenjane za digitalne. Decembra 2016 se je ladja vrnila v Severomorsk, aprila 2017 pa je ponovno začela operacije v vojni mornarici.
Leta 2019 je bila ladja pod poveljstvom kapitana 1. stopnje Vladimirja Vjačeslavoviča Kuzmina poslana na odpravo v Baltsko morje, Sredozemsko morje in južni Atlantski ocean, kjer je bila med 25. in 30. novembrom udeležena v skupnih mornariških vajah z Južnoafriško republiko in Kitajsko. Po tem je ponovno vstopila v Sredozemsko in Črno morje, kjer je sodelovala v skupnih mornariških vajah Severne in Črnomorske flote, ki jih je s krova Maršala Ustinova opazoval tudi ruski predsednik Vladimir Putin. 8. februarja 2020 se je vrnila v matično pristanišče Severomorsk. Na 220 dni dolgi odpravi je Maršal Ustinov preplul 42.000 navtičnih milj ali več kot 77.000 km.
Februarja 2021 je pod poveljstvom kapitana 2. stopnje Andreja Jurjeviča Krivoguzovega izplula na mornariške vaje v Barentsovo morje. 22. februarja, isti dan, kot so ZDA namestile bombnike na Norveško prvič v zgodovini, je Maršal Ustinov kot prva ruska vojna ladja po hladni vojni zaplul v Varangerfjord na območje rusko-norveške morske meje.
Leta 2022 je v času okrepljene prisotnosti Ruske vojne mornarice v Sredozemlju 7. februarja Maršal Ustinov skupaj z rušilcem Vice-admiral Kulakov in fregato Admiral Kasatonov vstopil v Sredozemsko morje in se tam pridružil sestrski ladji Varjag. Ladje so v Sredozemskem morju izvedle več vaj z mornariškimi bombniki Tu-22M3 in MiG-31K. Maršal Ustinov in Vice-admiral Kulakov sta Sredozemsko morje zapustila 24. avgusta in se v Severomorsk vrnila 15. septembra.

## Poveljniki
Med letoma 1991 in 1996 je bil poveljnik ladje kapitan 1. stopnje Sergej Josifovič Avakjanc, poznejši vrhovni poveljnik Tihooceanske flote (od 2014 admiral).

### Navedki
1. ↑  Couhat 1986, str. 514.
2. ↑  Gardiner, Chumbley & Budzbon 1995, str. 385.
3. ↑  Saunders 2009, str. 666.
4. ↑  »Refitted Slava class guided missile cruiser Marshal Ustinov to rejoin Russian Fleet in 2015«. navyrecognition.com. 16. december 2013. Arhivirano iz prvotnega spletišča dne 8. oktobra 2014. Pridobljeno 6. oktobra 2014.
5. ↑  »Project 1164 Atlant«. russianships.info. Pridobljeno 25. septembra 2022.
6. ↑  Institute, United States Naval (2005). »World Naval Developments«. Proceedings of the United States Naval Institute. Zv. 131. str. 37 – prek Google Books.
7. ↑  Felgenhauer, Pavel (2. november 2004). »A Foolhardy Naval Exercise«. The Moscow Times. Arhivirano iz prvotnega spletišča dne 7. novembra 2004 – prek CDI Russia Weekly.
8. ↑  ru:Маршал Устинов (ракетный крейсер)
9. ↑  »Ракетный крейсер "Маршал Устинов" вернули в строй после 6-летнего ремонта« [Missile cruiser Marshal Ustinov returned to service after 6 years of repair]. rbc.ru (v ruščini). 21. april 2017. Pridobljeno 8. januarja 2020.
10. ↑  »"Звездочка" завершила заводской ремонт ракетного крейсера "Маршал Устинов"« [Zvezdochka completes overhaul of missile cruiser Marshal Ustinov]. TASS (v ruščini). 26. december 2016. Pridobljeno 8. januarja 2020.
11. ↑  Главными кораблями ВМФ останутся советские «старики» Arhivirano 2019-06-06 na Wayback Machine. // Взгляд, 6 июня 2019
12. ↑  »Upgraded Slava-class Cruiser Marshal Ustinov Returns to Northern Fleet's Base«. navyrecognition.com. 30. december 2016. Pridobljeno 21. decembra 2017.
13. ↑  »Drills involving Russian, Chinese and South African ships kick off in Cape Town«. TASS. 25. november 2019. Pridobljeno 8. januarja 2020.
14. ↑  »Russian naval ship enters Mediterranean waters«. AMN. 18. december 2019. Arhivirano iz prvotnega spletišča dne 22. decembra 2019. Pridobljeno 8. januarja 2020.
15. ↑  »Крейсер "Маршал Устинов" внепланово перебрасывается к берегам Сирии« [An unplanned deployment for the cruiser "Marshal Ustinov" off the coast of Syria]. actualnews.org (v ruščini). 6. januar 2020. Arhivirano iz prvotnega spletišča dne 25. septembra 2022. Pridobljeno 8. januarja 2020.
16. ↑  »Крейсер «Маршал Устинов» и суда обеспечения Северного флота завершили дальний поход«. mil.ru. Arhivirano iz spletišča dne 9. februarja 2020. Pridobljeno 8. februarja 2020.
17. ↑  »Ракетный крейсер Северного флота "Маршал Устинов" вышел в море для отработки комплексных задач боевой подготовки«. mil.ru (v ruščini). 9. februar 2021. Pridobljeno 12. februarja 2021.
18. ↑  »Large Russian missile cruiser sails Varanger fjord close to Norway's border«. thebarentsobserver.com. 22. februar 2021. Pridobljeno 26. februarja 2021.
19. ↑  »Russian forces in the Mediterranean - Wk06/2022«.
20. ↑  »Russian forces in the Mediterranean - Wk05/2022«.
21. ↑  »Black Sea Fleet deployments-Wk06/2022«.
22. ↑  »Russia Sends Slava-class Cruiser Ustinov in the Mediterranean«. 7. februar 2022.
23. ↑  »Twitter«. 24. avgust 2022.
24. ↑  »The Marshal Ustinov is leaving the Mediterranean Sea«. 24. avgust 2022.
25. ↑  »Twitter«. Twitter.
26. ↑  »Сергей Авакянц назначен командующим Тихоокеанским флотом«. Президент России (v ruščini). Arhivirano iz prvotnega spletišča dne 14. aprila 2014. Pridobljeno 9. avgusta 2018.